# حماقة

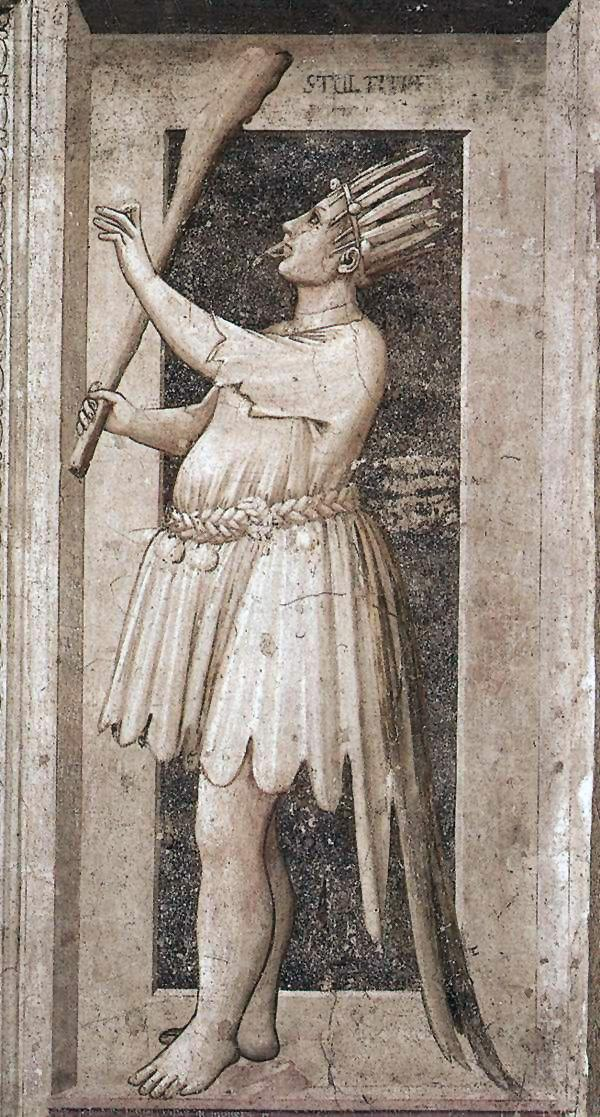

حماقة هو خطأ سخيف. مصدرها حمق. والجهالة مصدر من الجهل ويقال جهل عليه إذ تصرف معه بحمق. ويقول ابن الأعرابي: الحماقة مأخوذة من حمقت السوق إذا كسدت، فكأنه كاسد العقل والرأي فلا يشاور ولا يلتفت إليه في أمر حرب، وبها سمي الرجل أحمق لأنه لا يميز كلامه من رعونته.
الحُمْق بالضم وسكون الميم أو ضمها في الأصل من لا عقل له. وفي اصطلاح الأطباء هو نقصان في الفكر في الأشياء العملية التي تتعلق بحسن التدبير في المنزل والمدينة وجودة المعاش ومخالطة الناس والمعاملة معهم لا في العلوم النظرية ولا في العلوم العملية، مثل علمي الطب والهندسة، فإن ضعف الفكر فيها لا يسمى حمقا بل بلادة. فإن كان هذا ذاتيا في أصل الخلقة والجبلة فلا علاج له. والرعونة مرادفة للحمق. والرعونة هي نقصان الفكر والحمق بطلانه.
الأحمق إذا أطلق في اللغة العربية يراد به ناقص العقل ضعيف التصرف، لا يسعفه عقله في كثير من المواقف التي تواجهه. قال في المعجم الوسيط: حمُق حمقا وحماقة أي قل عقله، فهو أحمق وهم حمق. وحمقت السوق كسدت، وحمقت تجارته بارت. فالحمق قلة العقل وكساد التجارة وبوار السلع. ونقصان عقل الأحمق آت من عدم تقديره لعواقب الأمور الحاضرة أو المستقبلية وقد تندر كثير من العرب بالحمقى، فألفت الكتب فيهم وفي أخبارهم ونظمت القصائد في التندر بأخبارهم وقصصهم.